# パヴェル・ベルマン
パーヴェル・ベルマン（ロシア語: Павел Лазаревич Берман; 英語: Pavel Berman、1970年1月30日 モスクワ - ）は、ロシアのヴァイオリニスト。ピアニストのラザール・ベルマンと同じくピアニストであるヴァレンティナ夫人の息子。

## 経歴
5歳よりヴァイオリンを習い始め、7歳でモスクワ音楽院付属中央音楽学校に入り、英才教育を受ける。15歳の時、ポーランドのヴィエニャフスキ国際ヴァイオリン・コンクール及び、リピンスキ国際コンクールに入賞。17歳でパガニーニ国際コンクールで2位となり、1990年、インディアナポリス国際ヴァイオリン・コンクールでゴールド・メダルを得る。来日公演としては、1989年に親子で来日し、デュオ演奏会を開いている。
1992年にはプラハの春音楽祭に父と共に出演し、ブラームスのヴァイオリン協奏曲をスプラフォン・レーベルで録音、発売した。また、同年、ニューヨークのジュリアード音楽院でドロシー・ディレイの指導を受け、アイザック・スターンにも出会い、ニューヨークのカーネギーホールへも出演した。
指揮者としての活動もしており、1998年から2006年にかけて、リトアニアのカウナス・シンフォニーオーケストラの指揮者をつとめた。
2008年から2009年には、ソリストあるいは指揮者としてリトアニア国立室内合奏団、モスクワ　ヴィルトゥオーゾ、モスクワシンフォニーオーケストラ、ルーマニア国立ラジオオーケストラ、ポルトガル国立シンフォニーオーケストラ、その他多数のオーケストラと共演している。
また、現在、ミラノのペーテルロンゴ財団より、アントニオ・ストラディヴァリのヴァイオリンが貸与されている。

## 録音
1991年に父親のラザールと共にオーディオフォン・レーベルへモーツァルトのヴァイオリン・ソナタ K304、プロコフィエフのヴァイオリン・ソナタ第2番、ベートーヴェンのヴァイオリン・ソナタ第8番、ブラームスのヴァイオリン・ソナタ第3番　他を録音し発売した。